# Coppa Sabatini 1986
La Coppa Sabatini 1986, trentaquattresima edizione della corsa, si svolse l'8 ottobre 1986 su un percorso di 224 km. La vittoria fu appannaggio del francese Jean-François Bernard, che completò il percorso in 5h22'40", precedendo il norvegese Jaanus Kuum e l'italiano Marco Giovannetti.

## Ordine d'arrivo (Top 10)
| Pos. | Corridore                | Squadra           | Tempo    |
| ---- | ------------------------ | ----------------- | -------- |
| 1    | Jean-François Bernard    | La Vie Claire     | 5h22'40" |
| 2    | Jaanus Kuum              | La Vie Claire     | s.t.     |
| 3    | Marco Giovannetti        | Gis Gelati        | s.t.     |
| 4    | Stefan Brykt             | Sammontana        | s.t.     |
| 5    | Per Mikael Christiansson | Atala-Ofmega      | s.t.     |
| 6    | Luigi Furlan             | Malvor-Bottecchia | s.t.     |
| 7    | Maurizio Rossi           | Ecoflam-Jolly     | s.t.     |
| 8    | Cesare Cipollini         | Magniflex         | s.t.     |
| 9    | Franco Ballerini         | Magniflex         | s.t.     |
| 10   | Serge Demierre           | Cilo              | a 0'23"  |